# Łesia Ukrainka
Łesia Ukrainka (ukr. Леся Українка), właśc. Łarysa Petriwna Kosacz-Kwitka (ukr. Лариса Петрівна Косач-Квітка), herbu Korczak (ur. 13 lutego?/25 lutego 1871 w Nowogrodzie Wołyńskim (Zwiahlu), zm. 19 lipca?/1 sierpnia 1913 w Surami) – ukraińska poetka, pisarka, krytyczka literacka i pionierka ruchu feministycznego na Ukrainie.

## Pochodzenie i twórczość
Urodziła się w rodzinie prawnika Petra Kosacza herbu Korczak i pisarki Olhi Kosacz (Ołena Pcziłka). Jej wujem był ukraiński językoznawca i historyk Mychajło Drahomanow. Wykształcenie zdobyła w domu, gdyż od dzieciństwa chorowała na gruźlicę kości. Debiutowała w 1884 roku dwoma wierszami opublikowanymi w lwowskim czasopiśmie „Zoria” („Gwiazda”). Oprócz licznych wierszy, tomy: Na kryłach piseń („Na skrzydłach pieśni”, 1893), Dumy i mriji („Myśli i marzenia”, 1899), Widhuky („Recenzje”, 1902), opublikowała również kilkanaście dramatów. Jej twórczość była odbiciem silnych emocji i duchowego niepokoju, a jednocześnie wiary w zwycięstwo dobra i sprawiedliwości. Czując się spadkobierczynią kultury europejskiej, często nawiązywała do starożytności, a także do współczesnych sobie prądów literatury zachodniej. W jej dziełach wyraźnie widoczne są rysy symbolizmu. Za najdoskonalszy z utworów Łesi Ukrainki uważa się dramat poetycki Lisowa pisnia (Pieśń lasu).
Jako krytyczka literacka, Łesia Ukrainka opublikowała szereg artykułów poświęconych historii i współczesności literatury europejskiej, w tym polskiej. Jest również autorką licznych przekładów na język ukraiński, m.in. Homera, Heinego, Hugo, Byrona i Mickiewicza.
Była opozycyjnie nastawiona wobec władzy carskiej, przynależała do organizacji marksistowskich na Ukrainie. W 1902 dokonała przekładu Manifestu komunistycznego Karola Marksa na język ukraiński, za co pozostawała pod dozorem policyjnym. 

## Życie prywatne
W 1901 zmarł jej pierwszy narzeczony Serhij Merżynski. Pod koniec życia wyszła za mąż za etnologa Kłymenta Kwitkę, związek ten jednak – jako mezalians – nie został zaakceptowany przez jej matkę. W tym samym czasie do gruźlicy dołączyła choroba nerek. Łesia Ukrainka zmarła podczas pobytu w sanatorium w Surami (obecnie Gruzja). Jej grób znajduje się na cmentarzu Bajkowa w Kijowie.

## Upamiętnienie
Główna, centralna ulica Łucka nosi imię Łesi Ukrainki. Jej podobizna znajduje się na ukraińskim banknocie 200 hrywien.

## Galeria

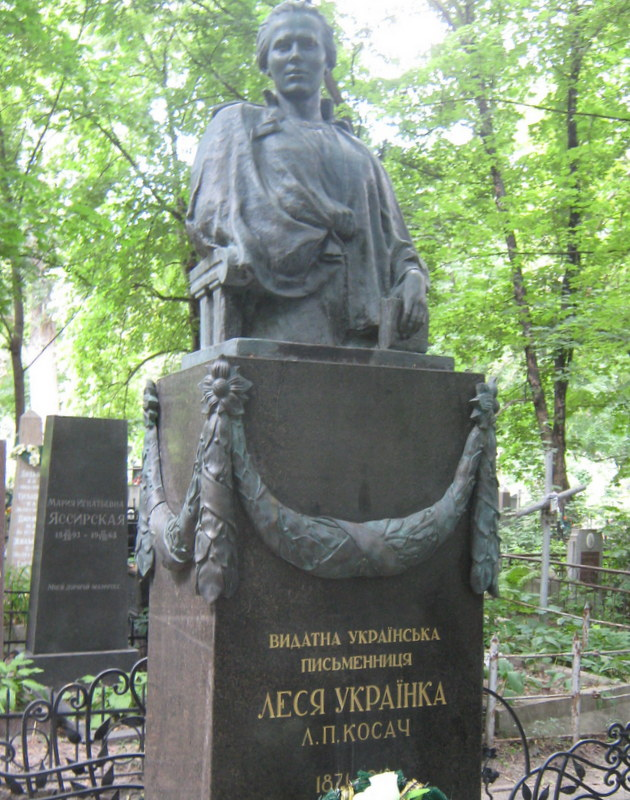
Grób Łesi Ukrainki na Starym Bajkowie w Kijowie
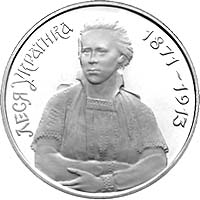
Ukraiński karbowaniec przedstawiający Łesię Ukrainkę
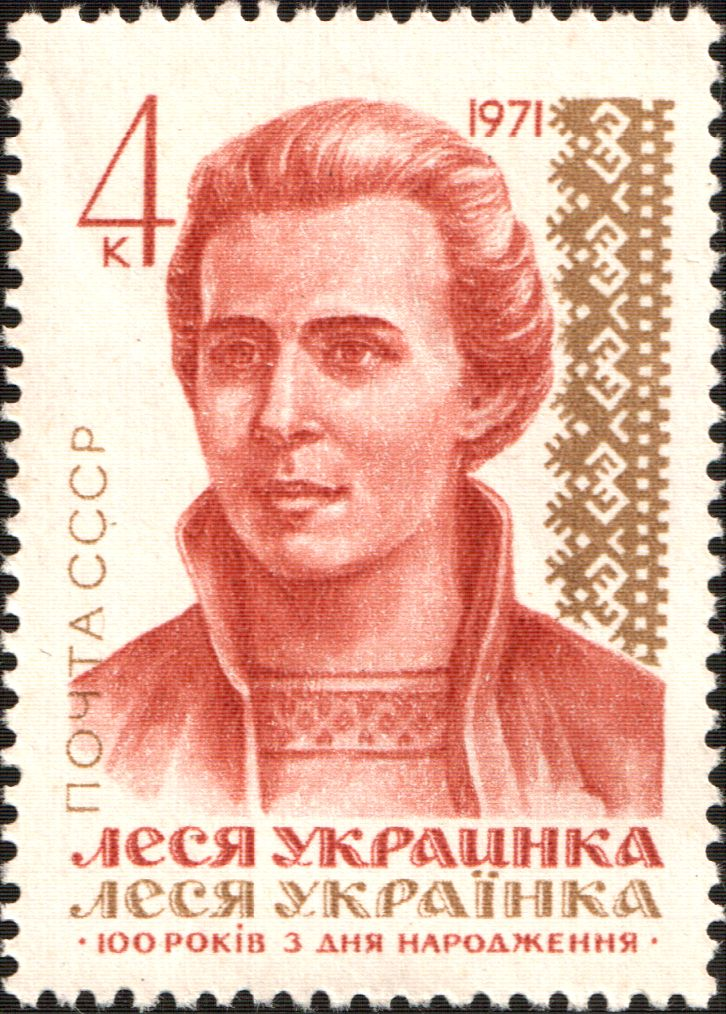
Radziecki znaczek upamiętniający 100. rocznicę urodzin Łesi Ukrainki
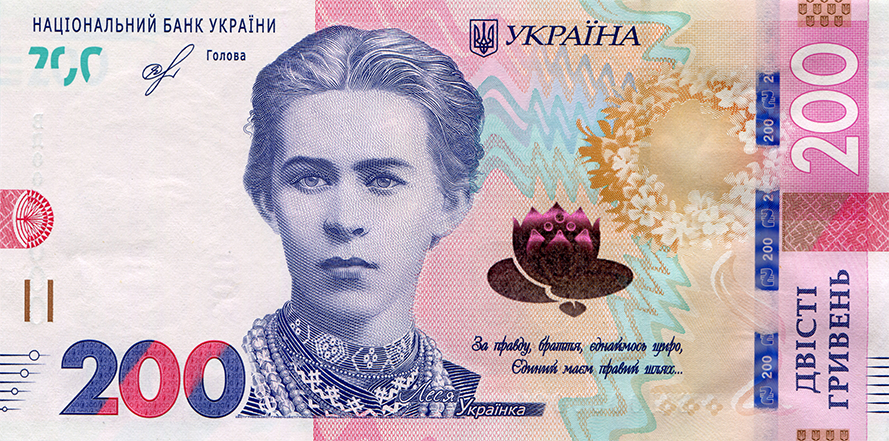
Podobizna na awersie ukraińskiego banknotu 200 hrywien
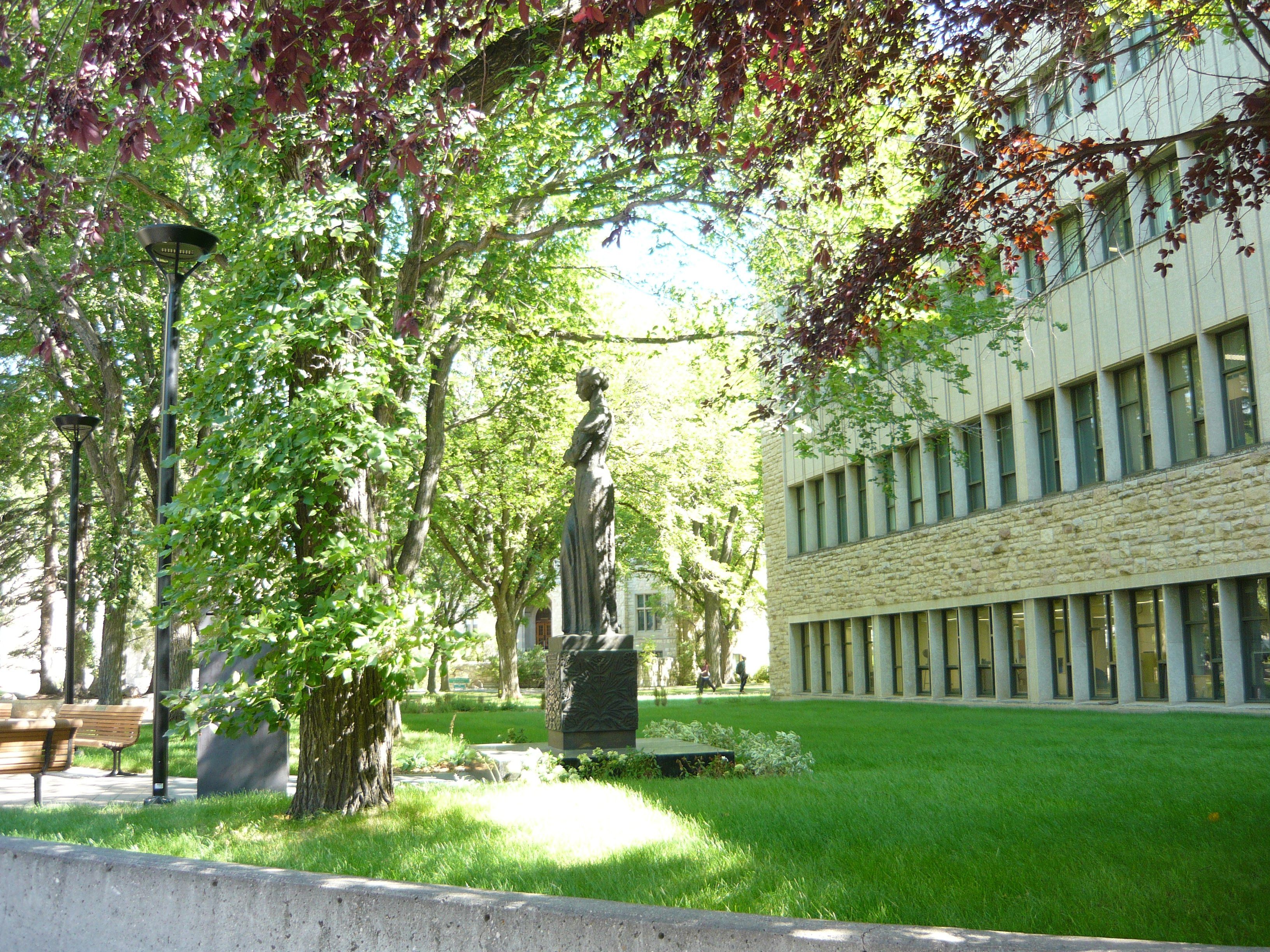
Pomnik Łesi Ukrainki na Uniwersytecie Saskatchewan
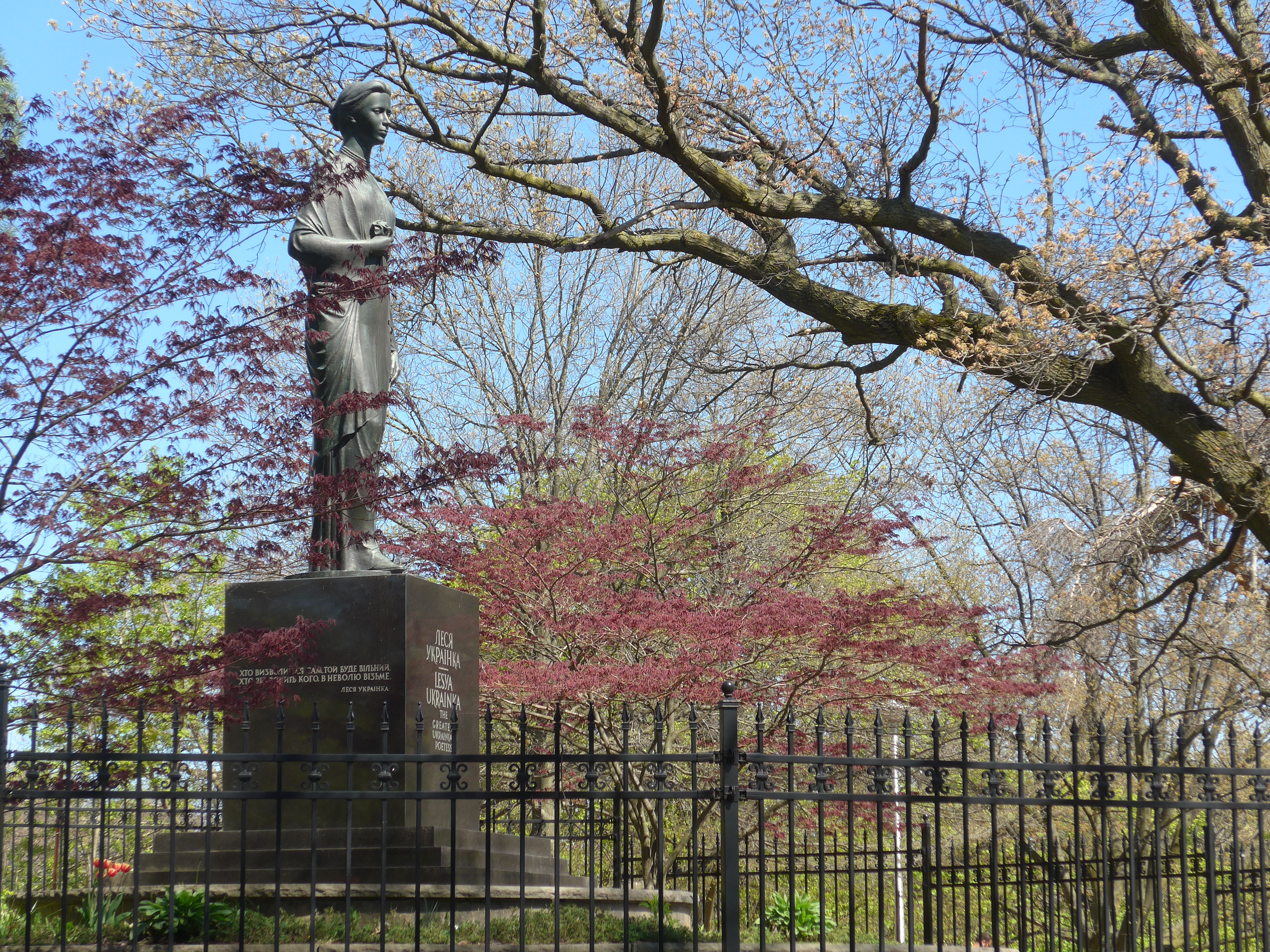
Pomnik autorstwa Mychajła Czereszniowskiego wzniesiony w 1975 w High Park w Toronto. Wygrawerowany jest cytat: „Kto sam się wyzwoli, ten będzie wolny; kto kogoś wyzwoli, ten weźmie go w niewolę”